# Uwe Seeler
Uwe Seeler (Hamburgo, 5 de noviembre de 1936-Norderstedt, Schleswig-Holstein, 21 de julio de 2022) fue un futbolista alemán que jugaba como delantero. Jugador histórico del Hamburger Sport-Verein, club al que debe sus mayores éxitos y reconocimientos, fue un prolífico goleador y su máximo goleador histórico con 490 goles, además de llegar a ser su presidente. Considerado como uno de los mejores futbolistas de su generación, fue internacional con Alemania en 72 oportunidades, de la que era en el momento de su retirada el jugador con más presencias y más goles anotados con 43, registros que fueron posteriormente superados. Debido a estos logros, en 1972 la Federación Alemana le otorgó el título de «capitán honorífico» de la selección, honor que comparte con Fritz Walter, Franz Beckenbauer, Lothar Matthäus y Jürgen Klinsmann.
Fue incluido por Pelé en la lista «FIFA 100» de los mejores futbolistas vivos en el momento de su publicación. En su ciudad natal se le conoce con el cariñoso apodo de «uns Uwe» («nuestro Uwe» en bajo sajón).
Tras su retirada (1972) fue invitado a disputar un partido benéfico en Irlanda en 1978 que finalmente resultó ser un encuentro oficial del Campeonato de Liga de Irlanda, sin ser inscrito oficialmente en el club, campeonato ni federación correspondiente, salvedad por la que es considerado como un «One Club Man» del conjunto «rothosen»; pero sí consta entre los registros de partidos disputados.
Es junto al brasileño Pelé, el alemán Miroslav Klose, el argentino Lionel Messi y el portugués Cristiano Ronaldo uno de los únicos cinco jugadores en anotar un gol en cuatro ediciones distintas de la Copa del Mundo. Seeler marcó dos goles en Suecia 1958, dos en Chile 1962, dos en Inglaterra 1966 y tres en México 1970, totalizando nueve goles en cuatro citas mundialistas. Sus nueve tantos únicamente eran superados en el momento de su retirada por Gerd Müller (10), Helmut Rahn (10), Sándor Kocsis (11), Pelé (12) y Just Fontaine (13).

## Biografía
Uwe Seeler nació el 5 de noviembre de 1936 en Hamburgo. Procedente de una familia muy ligada al fútbol (su padre Erwin y su hermano mayor Dieter fueron también jugadores), fue considerado uno de los mejores delanteros centro de su época.
Con el «HSV», fue subcampeón de la Recopa de Europa en 1968, campeón de Alemania en 1960 (subcampeón en dos ocasiones) y campeón de Copa de 1963, periodo de logros que asentó las bases de los venideros años dorados del club en los años 1970 y 1980 que le llevaron a ser el segundo club del país en ser campeón de la Copa de Europa tras el Bayern de Múnich. Fue máximo goleador de la Bundesliga la temporada 1963/64 con 30 tantos, manteniéndose como el jugador que más goles anotó en la temporada de su debut en la Bundesliga hasta ser superado por Harry Kane en 2023/24.
Fue presidente del Hamburgo S.V. entre los años 1995 y 1998, hasta que dimitió del cargo por un escándalo financiero.

## Últimos años

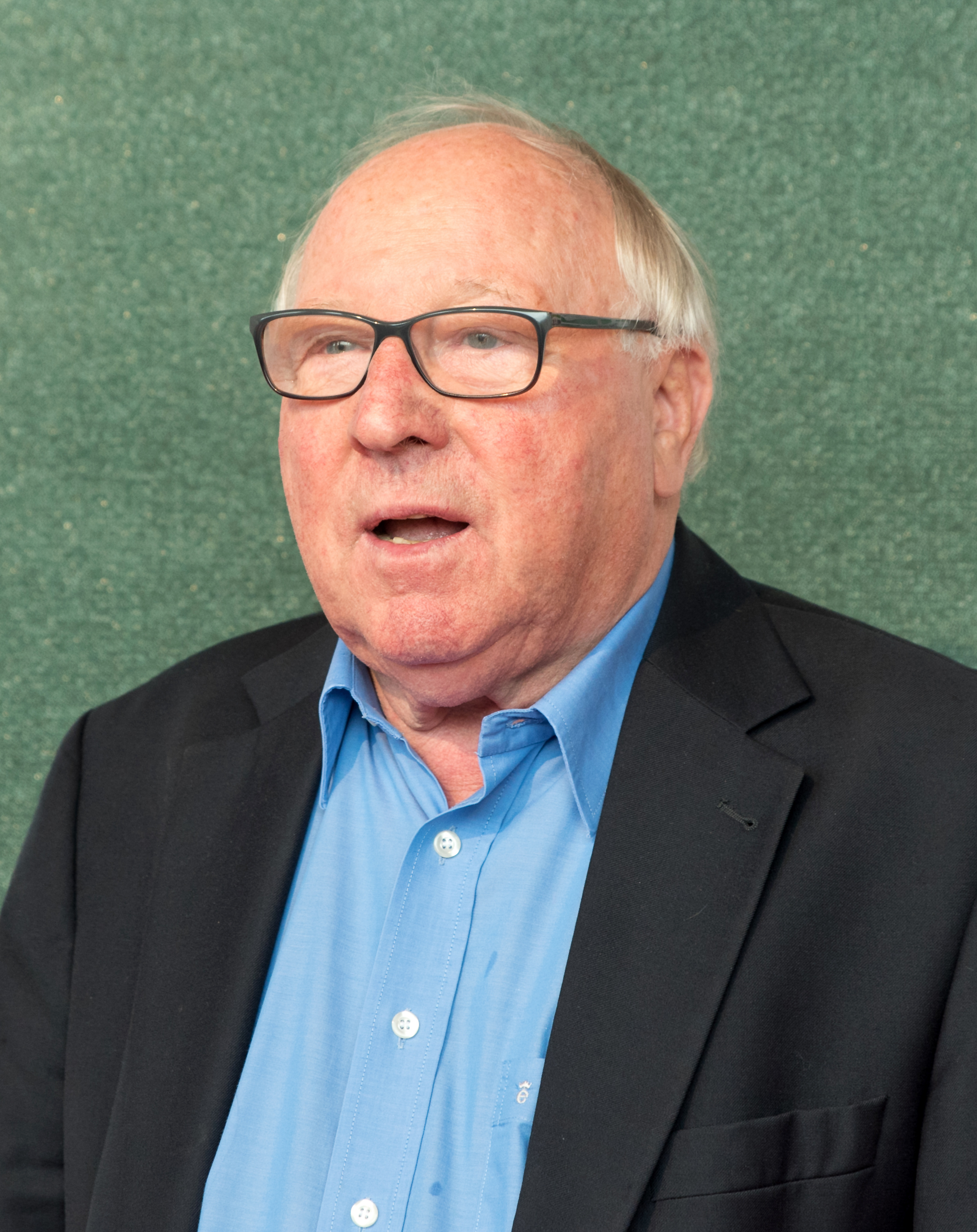
Seeler en 2016.

Residente de la localidad de Norderstedt, a unos veinte kilómetros al norte de su ciudad natal, el 22 de mayo de 2020 fue operado de urgencia en la cadera por una caída en su casa.

## Muerte
Uwe Seeler falleció en su residencia en la madrugada del 21 de julio de 2022 mientras dormía.

## Selección de Alemania

### Carrera y desempeño en la selección nacional
Seeler perteneció al primer equipo de la selección juvenil de la DFB U18, que el 31 de marzo de 1953 en Lieja, Bélgica, -ganó 3-2 a Argentina- con motivo del torneo FIFA realizado por primera vez en esta categoría de edad. Además de Seeler, también anotaron Stürmer y Mattheus. Seeler jugó diez veces en esta selección y anotó 15 goles, incluidos 4 goles el 11 de abril de 1954 en Wuppertal, Alemania en la victoria por 6-1 sobre Saarland. Habiendo notado las cualidades y características del joven delantero, el seleccionador nacional Sepp Herberger lo convocó a la selección absoluta el 16 de octubre de 1954, donde Seeler tenía solo 17 años cuando perdió 3-1 ante Francia en donde hizo su debut.

### Copa del Mundo en Suecia 1958
Seeler hizo su gran avance como máxima estrella internacional en la Copa del Mundo de 1958 en Suecia, donde formó la tormenta junto con Helmut Rahn y Hans Schäfer. En los partidos de la fase de grupos contra Argentina e Irlanda del Norte, marcó un gol en cada uno. El final para Alemania llegó en semifinales ante Suecia, con Seeler lesionado y sin poder participar en el partido por el tercer puesto contra Francia. "Sin duda, hay jugadores mucho mejores en términos de juego", admitió más tarde Herberger, "pero nadie tiene el talento como Uwe Seeler para lograr tanto impacto en un espacio reducido contra el escolta más fuerte". El equipo nacional sub-23 lo convocó cuando ganó 4-1 contra el equipo nacional de Bélgica en Wuppertal el 26 de febrero. [22]
En 1961, en el partido contra Dinamarca, Seeler lució por primera vez el brazalete de capitán. En ese partido, el delantero de 1,68 m anotó un triplete con tres goles de cabeza en la victoria por 5-1. Al igual que con HSV, ahora se había convertido en un modelo a seguir en la lucha y en un jugador destacado en el equipo nacional.

### Copa del Mundo en Chile 1962
En el Mundial de Chile de 1962, Seeler fue la gran esperanza de la selección alemana para el ataque. Alemania ganó fácilmente su grupo, con Seeler contribuyendo con dos goles. Pero la decepción siguió en los cuartos de final cuando Alemania, tras una derrota por 1-0 ante Yugoslavia fue eliminado y tuvo que emprender el viaje de regreso a casa. Después de la Copa del Mundo, el capitán del equipo, Hans Schäfer, renunció a la selección y a partir de ese momento, Seeler fue el nuevo capitán como suplente anterior.

### Copa del Mundo en Inglaterra 1966
Después de lesionarse gravemente el tendón de Aquiles en 1965, Seeler se recuperó a tiempo y el capitán viajó a Inglaterra anotando con un gol en la victoria por 2-1 sobre Suecia en el Mundial de 1966. En la Copa del Mundo, la selección alemana mostró un gran desempeño, que también se debió a los nuevos jugadores nacionales como el líbero Franz Beckenbauer, el medio ofensivo Wolfgang Overath y el extremo Sigfried Held. Alemania encabezó su grupo y Seeler anotó el gol de la victoria en la victoria por 2-1 sobre España. En los cuartos de final, Uruguay fue barrido del campo 4-0 (un gol de Seeler para poner el 3-0) a pesar de la actuación excepcional de Ladislao Mazurkiewicz. En las semifinales se venció a la Unión Soviética derrotó 2-1 y Seeler estuvo con su equipo en la final de la Copa del Mundo contra el anfitrión Inglaterra. En la legendaria final en el estadio de Wembley, Alemania perdió 4-2 en tiempo extra y se convirtió en subcampeona del mundo. Se ha hecho famosa la imagen del capitán alemán escapándose tras el pitido final con la cabeza gacha. [23] A menudo se escribió que esta foto fue tomada después de la primera mitad mientras caminaba hacia el vestuario, como lo afirmó el propio Seeler durante mucho tiempo. [24]El motivo esgrimido fue la banda de música en el campo, pero esta también estaba en el campo tras el pitido final, como también se puede ver en la grabación televisiva. En su autobiografía, el propio Seeler escribió: ¡gracias, fútbol! se dio cuenta de que la foto fue tomada después de que terminó el juego. A pesar de la derrota final, fue nombrado uno de los mejores jugadores de todo el torneo.

### Copa del Mundo México 1970
En 1968, Seeler anunció su retirada de la selección, pero cedió a la insistencia del técnico Helmut Schön y volvió al once. El seleccionador nacional quería que el equipo ganara más experiencia internacional gracias al compromiso de Seeler. En la Copa del Mundo de 1970 en México, el jugador de 33 años jugó como delantero detrás de Gerd Müller. Los esfuerzos del capitán reelegido dieron sus frutos; marcó contra Marruecos y Bulgaria en la fase de grupos. Todo el equipo se benefició de su experiencia. En los cuartos de final contra Inglaterra, campeona defensora, probablemente anotó el gol más extraño de su carrera internacional cuando cabeceó el balón con la nuca hacia dentro de la portería defendida por Peter Boneti justo antes del final para poner el 2-2 (marcador final 3-2 en tiempo extra para Alemania). En las semifinales, la selección alemana fue eliminada en un juego dramático (" Juego del siglo ") 3-4 en tiempo extra, contra Italia en el mítico Estadio Azteca y terminó tercero después de vencer a Uruguay 1:0. A pesar de su edad, fue uno de los "descubrimientos" de la Copa del Mundo y, como en 1966, entregó un torneo sobresaliente. Por ejemplo, los dos goles de Müller en la prórroga de las semifinales del Mundial de 1970 ante Italia estuvieron precedidos por un duelo de cabeza ganado por Seeler.

### Retiro de la Selección Alemana
Con su último partido internacional número 72 contra Hungría el 9 de septiembre de 1970, superó el récord establecido por Paul Janes, que se mantuvo desde 1942. Ocupó el récord hasta el 24 de noviembre de 1973, cuando fue superado por Franz Beckenbauer. Marcó 43 goles, siendo el último el 2-2 en los cuartos de final contra Inglaterra en la Copa del Mundo de 1970. Esto lo coloca en la cuenta de goles más alta de cualquier jugador alemán con más de 70 partidos internacionales (Gerd Müller solo jugó 62 internacionales). partidos). Seeler participó en las Copas del Mundo de 1958, 1962, 1966 y 1970 y participó allí en un total de 21 partidos internacionales. Logró meterse en la lista de máximos goleadores en los 4 torneos de la Copa del Mundo, un logro que solo Pelé, Miroslav Klose y Cristiano Ronaldo lo consiguió. Seeler logró igualar en el minuto 56 del partido contra Marruecos con un empate 1-1, Pelé en el minuto 59 del partido de Brasil contra Checoslovaquia que se desarrollaba a la misma hora. Seeler fue el primer jugador con más de 20 partidos de la Copa Mundial. Su récord no fue superado hasta 1998 por Lothar Matthäus.
Con su selección disputó cuatro Mundiales: (Suecia 1958, Chile 1962, Inglaterra 1966 y México 1970) en los que la Mannschaft consiguió un el cuarto puesto (1958), el subcampeonato (1966) y el tercer puesto (1970).

## Estadísticas

### Clubes
Datos actualizados al fin de la carrera deportiva.
En la temporada 1966-67 se le suele contabilizar un partido de semifinales de Copa frente al Aachener Turn- und Sportverein, que en realidad no disputó, como así registra oficialmente la Federación Alemana (31 partidos y 24 goles). Años después del término de su carrera en 1972, Seeler y su excompañero Franz-Josef Hönig fueron invitados a un encuentro benéfico patrocinado en Irlanda, que sin embargo resultó ser finalmente un partido oficial de Liga en el que anotó dos goles, y son por tanto considerados a efectos estadísticos, pese a no constar como jugador registrado oficial ni en el campeonato ni en la correspondiente federación. Por tal salvedad es considerado como un «One Club Man» del conjunto «rothosen».
| Hamburger S. V.   | 1954-55       | 1.ª           | 26  | 28  | 5  | 1  | 1  | 2  | —  | —  | 32  | 31  | 0.96 |
| Hamburger S. V.   | 1955-56       | 1.ª           | 29  | 32  | 5  | 4  | 2  | 2  | —  | —  | 36  | 38  | 1.05 |
| Hamburger S. V.   | 1956-57       | 1.ª           | 26  | 31  | 4  | 2  | 1  | —  | —  | —  | 31  | 33  | 1.06 |
| Hamburger S. V.   | 1957-58       | 1.ª           | 24  | 22  | 4  | 2  | —  | —  | —  | —  | 28  | 26  | 0.92 |
| Hamburger S. V.   | 1958-59       | 1.ª           | 27  | 29  | 4  | 5  | 1  | —  | —  | —  | 32  | 34  | 1.06 |
| Hamburger S. V.   | 1959-60       | 1.ª           | 26  | 36  | 7  | 13 | 1  | —  | —  | —  | 34  | 49  | 1.44 |
| Hamburger S. V.   | 1960-61       | 1.ª           | 23  | 29  | 6  | 8  | —  | —  | 7  | 5  | 36  | 42  | 1.16 |
| Hamburger S. V.   | 1961-62       | 1.ª           | 28  | 28  | 2  | 4  | —  | —  | —  | —  | 30  | 32  | 1.06 |
| Hamburger S. V.   | 1962-63       | 1.ª           | 28  | 32  | 6  | 2  | 4  | 6  | —  | —  | 38  | 40  | 1.05 |
| Hamburger S. V.   | 1963-64       | 1.ª           | 30  | 30  | —  | —  | 2  | 2  | 6  | 5  | 38  | 37  | 0.97 |
| Hamburger S. V.   | 1964-65       | 1.ª           | 19  | 14  | —  | —  | 1  | 1  | —  | —  | 20  | 15  | 0.75 |
| Hamburger S. V.   | 1965-66       | 1.ª           | 23  | 11  | —  | —  | 2  | 1  | —  | —  | 25  | 12  | 0.48 |
| Hamburger S. V.   | 1966-67       | 1.ª           | 23  | 10  | —  | —  | 4  | 3  | —  | —  | 27  | 13  | 0.48 |
| Hamburger S. V.   | 1967-68       | 1.ª           | 30  | 12  | —  | —  | 1  | —  | 9  | 8  | 40  | 20  | 0.50 |
| Hamburger S. V.   | 1968-69       | 1.ª           | 33  | 23  | —  | —  | 3  | 1  | 4  | 3  | 40  | 27  | 0.67 |
| Hamburger S. V.   | 1969-70       | 1.ª           | 30  | 17  | —  | —  | 2  | —  | —  | —  | 32  | 17  | 0.53 |
| Hamburger S. V.   | 1970-71       | 1.ª           | 25  | 9   | —  | —  | 2  | 3  | 2  | —  | 29  | 12  | 0.41 |
| Hamburger S. V.   | 1971-72       | 1.ª           | 26  | 11  | —  | —  | 4  | 3  | 1  | —  | 31  | 14  | 0.45 |
| Hamburger S. V.   | Total club    | Total club    | 476 | 404 | 43 | 41 | 31 | 24 | 29 | 21 | 579 | 490 | 0.84 |
| Cork Celtic F. C. | 1977-78       | 1.ª           | 1   | 2   | —  | —  | —  | —  | —  | —  | 1   | 2   | 2    |
| Total carrera     | Total carrera | Total carrera | 477 | 406 | 43 | 41 | 31 | 24 | 29 | 21 | 580 | 492 | 0.84 |
| 1. 2. 3. 4.       |               |               |     |     |    |    |    |    |    |    |     |     |      |

### Selecciones
Datos actualizados al fin de la carrera deportiva.
| Selección           | Año   | Amistoso | Amistoso | Eliminatorias | Eliminatorias | Eliminatorias EURO | Eliminatorias EURO | Mundial | Mundial | Total | Total |
| Selección           | Año   | Part.    | Goles    | Part.         | Goles         | Part.              | Goles              | Part.   | Goles   | Part. | Goles |
| ------------------- | ----- | -------- | -------- | ------------- | ------------- | ------------------ | ------------------ | ------- | ------- | ----- | ----- |
| Absoluta · Alemania | 1954  | 2        | —        | —             | —             | —                  | —                  | —       | —       | 2     | —     |
| Absoluta · Alemania | 1955  | 1        | —        | —             | —             | —                  | —                  | —       | —       | 1     | —     |
| Absoluta · Alemania | 1956  | 1        | —        | —             | —             | —                  | —                  | —       | —       | 1     | —     |
| Absoluta · Alemania | 1958  | 4        | 3        | —             | —             | —                  | —                  | 5       | 2       | 9     | 5     |
| Absoluta · Alemania | 1959  | 5        | 6        | —             | —             | —                  | —                  | —       | —       | 5     | 6     |
| Absoluta · Alemania | 1960  | —        | —        | 2             | 1             | —                  | —                  | —       | —       | 2     | 1     |
| Absoluta · Alemania | 1961  | 4        | 3        | 2             | 2             | —                  | —                  | —       | —       | 6     | 5     |
| Absoluta · Alemania | 1962  | 3        | —        | —             | —             | —                  | —                  | 4       | 2       | 7     | 2     |
| Absoluta · Alemania | 1963  | 3        | 3        | —             | —             | —                  | —                  | —       | —       | 2     | 1     |
| Absoluta · Alemania | 1964  | 2        | 4        | 1             | —             | —                  | —                  | —       | —       | 3     | 4     |
| Absoluta · Alemania | 1965  | —        | —        | 1             | 1             | —                  | —                  | —       | —       | 1     | 1     |
| Absoluta · Alemania | 1966  | 6        | 5        | —             | —             | —                  | —                  | 6       | 2       | 12    | 7     |
| Absoluta · Alemania | 1967  | 2        | —        | —             | —             | 1                  | 1                  | —       | —       | 3     | 1     |
| Absoluta · Alemania | 1968  | 1        | —        | —             | —             | —                  | —                  | 6       | 2       | 12    | 7     |
| Absoluta · Alemania | 1969  | 2        | —        | 1             | —             | —                  | —                  | —       | —       | 3     | 0     |
| Absoluta · Alemania | 1970  | 4        | 2        | —             | —             | —                  | —                  | 6       | 3       | 10    | 6     |
| Total               | Total | 43       | 29       | 7             | 4             | 1                  | 1                  | 21      | 9       | 72    | 43    |

#### Participaciones en fases finales
| Torneo              | Sede       | Resultado        | Partidos | Goles |
| ------------------- | ---------- | ---------------- | -------- | ----- |
| Copa del Mundo 1958 | Suecia     | Cuarto lugar     | 5        | 2     |
| Copa del Mundo 1962 | Chile      | Cuartos de final | 4        | 2     |
| Copa del Mundo 1966 | Inglaterra | Subcampeón       | 6        | 2     |
| Copa del Mundo 1970 | México     | Tercer lugar     | 6        | 3     |
| Total               |            |                  | 21       | 9     |